# ウイットプロモーション
株式会社ウイットプロモーションは日本の芸能事務所。

## 概要
主に声優、俳優のマネージメントを行っていた。大半の所属声優が元マネージャーだった佐々木が社長を務めるアールグルッペに移籍した。現在所属している声優、俳優はいない。

## かつて所属していた主な声優・俳優

### 男性
- 大神信
- 井口成人（現所属：81プロデュース）
- 今村博信（現所属：アールグルッペ）
- 上野由人
- 押田浩幸（現所属：アーツビジョン）
- 織田優成（現所属：青二プロダクション）
- 金子武史
- 神谷和夫
- 鴨川てんし（現所属：アールグルッペ）
- 菊本平（現所属：マウスプロモーション）
- 倉知成満（フリー）
- 坂口賢一
- 塩屋翼（現所属：ラクーンドッグ）
- 須尭祐（現所属：アールグルッペ）
- 園部啓一（現所属：81プロデュース）
- 高橋幸治（現所属：アールグルッペ）
- 髙橋トオル
- 高宮武郎（現所属：アールグルッペ）
- たべひろのぶ
- 田実成寿（現所属：アールグルッペ）
- 寺井智之（現所属：EARLY WING）
- 廣山和比古（現所属：アールグルッペ）
- 藤崎イヨク（フリー）
- 前田賢一朗（フリー）
- 三浦圭介（現所属：アールグルッペ）

### 女性
- あさむらまほり（現所属：アールグルッペ）
- 一龍斎貞友（現所属：センテナリアエージェント契約）
- 稲垣あけみ（現所属：希楽星）
- 梅田未央（現所属：アズリードカンパニー）
- 大川千帆（現所属：アールグルッペ（営業委託））
- カミヤ春佳
- 酒井玲（現所属：INSPIONエージェンシー）
- 塩原美鈴（現所属：アールグルッペ）
- 重松花鳥（現所属：VOICEプロ アルカンシェル）
- 篠田有香（現所属：フォレストリンク）
- 島谷真弥（現所属：アールグルッペ）
- 白川りさ（現所属：アプトプロ）
- 鈴木一江（現所属：シーブイテック）
- 妹尾くみ（現所属：アールグルッペ）
- 大黒優美子（現所属：アクセント）
- 大東あき
- 平良千春（現所属：MILLENNIUM PRO）
- 田村マミ（現所属：アールグルッペ）
- 長尾理保子（現所属：オフィストクヒロ）
- 永野愛（現所属：ブックスロープ）
- 中原日菜（現所属：アールグルッペ）
- 滑川恭子（フリー）
- 羽根博美（現所属：サロンドアクトゥリス）
- 早川ひろこ（現所属：アールグルッペ）
- 東丘いずひ
- 日昔桂子
- 福純寛子（VOICEプロ アルカンシェル代表）
- 丸山明子（現所属：サロンドアクトゥリス）
- 水野智苗（現所属：E-sprinG）
- 宮永麻衣（現所属：ディサイファ / フェドー劇場）
- 山田きのこ（現所属：RME）
- 吉村加奈子（現所属：アールグルッペ）
- 米真貴子（現所属：アールグルッペ）
- 若宮春奈（現所属：アールグルッペ）